# Gilead Sciences
Gilead Sciences, Inc. (ˈɡɪliəd) — біотехнологічна компанія у США, яка досліджує, розробляє і продає лікарські засоби. Основним напрямком діяльності компанії є розробка і дослідження антивірусних препаратів для лікування ВІЛ, гепатиту B і C, грипу. Зокрема, компанією були розроблені лікарські засоби ледіпасвір та софосбувір.
Заснована у 1987 році Michael L. Riordan. Штаб-квартира компанії розміщена у місті Фостер-Сіті в Каліфорнії. Компанія індексується фондовими індексами NASDAQ Biotechnology Index та S&P 500.

## Історія
26 лютого 2020 року компанія оголосила про отриманя дозволу Управління з контролю за продуктами харчування та лікарськими засобами США (FDA) на клінічні дослідження засобу ремдесивір (який, зокрема, використовується для лікування хвороби, спричиненої вірусом Ебола) від коронавірусної хвороби COVID-19, спричиненої коронавірусом SARS-CoV-2 (У дослідженні, яке заплановано у клініках Китаю, Японії та Сполучених Штатів, буде задіяно близько 1000 добровольців з хворобою, викликаною коронавірусом COVID-19).
У березні 2020 року компанія оголостла про придбання Forty Seven Inc. за $95,50 за акцію (загалом $4,9 млрд). 7 квітня 2020 року Gilead завершила придбання Forty Seven, Inc.
У червні 2020 року Bloomberg повідомляв, що AstraZeneca Plc попередньо домовилася про потенційне злиття Gilead на суму майже 240 мільярдів доларів. У тому ж місяці компанія оголосила про придбання 49,9% акцій приватної компанії Pionyr Immunotherapeutics Inc за 275 мільйонів доларів.